# Bão Skip (1988)
Bão Skip (ở Philippines có tên là Yoning) Cơn Bão Bỏ Qua là cơn bão cuối cùng trong mùa bão Tây Bắc Thái Bình Dương 1988, ảnh hưởng trực tiếp ảnh hưởng đến Philippines trong hai tuần. Một số khu vực có thời tiết bị xáo trộn phát triển trong thời kỳ gió mùa vào ngày 1 tháng 11. Khu vực nằm về phía Nam quần đảo Guam là nơi đầu tiên hình thành cơn bão dần dần cho đến khi trở thành cơn bão nhiệt đới vào cuối ngày 3 tháng 11.
Bão Skip đã gây ra nhiều hậu quả với các quốc gia trong vùng ảnh hưởng. Trên đảo Cebu, gần 20.000 người bị mắc kẹt trong lũ lụt. Dọc theo sườn dốc của núi lửa Mayon, 2.600 người phải di tản do lở đất xảy ra. Trên hòn đảo xa xôi của Palawan, 74 người thiệt mạng. Ở những nơi khác, hầu hết các thị trấn ở tỉnh Capiz trên đảo Panay đều bị ngập lụt. Hai người đã thiệt mạng và hơn 700 người đã được di tản khỏi tỉnh Aklan. Tại tỉnh Iloilo, ở phần phía đông của đảo Panay, gần 40 ngôi làng nằm dưới nước và những con đường gần đó không thể đi được. Mười bảy ngôi nhà đã bị phá hủy, và hai người đã được xác nhận đã bị giết vì một vụ lở đất ở Pasacao ở tỉnh Camarines Sur. Ở vùng ngoại ô Manila, 13 người bị chết đuối. Nhìn chung, 237 người đã thiệt mạng do hậu quả của cơn bão trong khi 35 người khác bị thương, tổng số thiệt hại là 131.8 triệu USD (tính theo tỉ giá năm 1988).